# Agonocryptus erugatus
Agonocryptus erugatus är en stekelart som beskrevs av Gupta 1982. Agonocryptus erugatus ingår i släktet Agonocryptus och familjen brokparasitsteklar. Inga underarter finns listade i Catalogue of Life.